# Лихети
Лихети (груз. ლიხეთი) — село в Грузии, на территории Амбролаурского муниципалитета края (мхаре) Рача-Лечхуми и Нижняя Сванетия.

## География
Село находится в северной части Грузии, на правом берегу реки Лухуни, на расстоянии 16 километров к северо-востоку от города Амбролаури, административного центра муниципалитета. Абсолютная высота — 894 метра над уровнем моря.

## Население
По результатам официальной переписи населения 2014 года, в Лихети проживало 295 человек (157 мужчин и 138 женщин). В национальной структуре населения грузины составляли 99,7 %, армяне — 0,3 %.
| Год  | Население, человек |
| ---- | ------------------ |
| 2002 | 491                |
| 2014 | ↘ 295              |